# Lycosa poliostoma

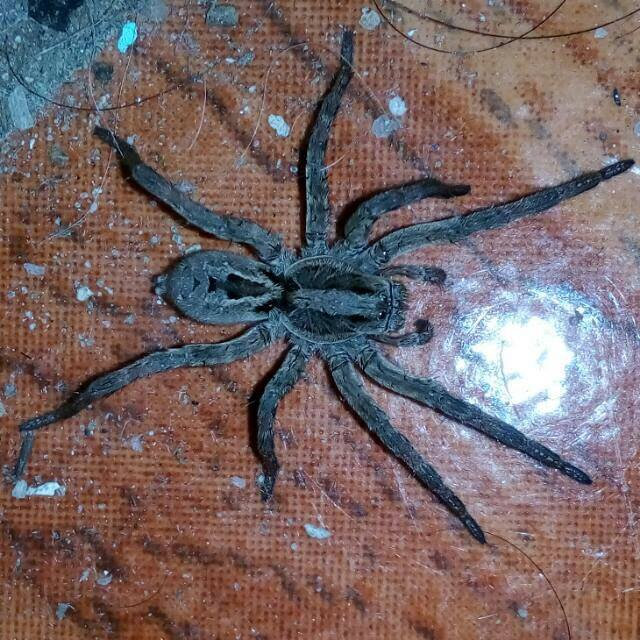
Araña lobo o de Jardin (Lycosa poliostoma), foto tomada en el interior de mi cuarto, JIO

Lycosa poliostoma es una especie de araña araneomorfa licósida del género Lycosa, cuyas integrantes son denominadas comúnmente arañas lobo o corredoras de jardín. Habita en regiones templado-frías a templado-cálidas del Cono Sur de Sudamérica.

## Taxonomía
Descripción original
Esta especie fue descrita originalmente en el año 1847 por el entomólogo alemán especializado en aracnología Carl Ludwig Koch, con el nombre científico de Tarentula poliostoma.
Localidad tipo
La localidad tipo referida es: “Montevideo, Uruguay”.

## Características
Como en otros integrantes del género Lycosa, L. poliostoma presenta 8 ojos en 3 filas, la fila inferior posee 4 pequeños; algo más arriba se presenta la segunda, con 2 grandes ojos; finalmente la última posee también 2, pero más pequeños y ubicados más hacia los lados en la parte horizontal del rostro. Las patas son largas y espinosas, siendo las más cortas las del primer y tercer par y la más largas las del cuarto par; los tarsos poseen densas escópulas y terminan en 3 uñas; además, no cuenta con fascículos subungueales.
Lycosa poliostoma posee una longitud corporal (sin las patas) de unos 30 mm. Su color general es gris-amarronado a castaño oscuro, estando el cefalotórax dividido por una banda longitudinal de color más claro. Ya en la parte superior del abdomen el diseño posee forma de flechas. Ventralmente es negra. Los  quelíceros poseen sus bases de color claro, lo que es útil para diferenciar esta especie de su par muy similar L. erythrognatha, la que los tiene castaño rojizos, además se las separa por la coloración del abdomen de esta última, que es rojiza con una mancha negra en forma de flecha que apunta hacia adelante. La hembra es mayor, tiene patas más cortas y con menos pilosidad.

## Distribución
Esta especie se distribuye en América del Sur, en Brasil, Paraguay, Uruguay y todas las provincias continentales de la Argentina, llegando por el sur a la zona del litoral central de Santa Cruz.

## Hábitat y hábitos
Costumbres
Viven en jardines, baldíos, pastizales y sierras, donde corre entre el pasto o sobre el suelo a gran velocidad. Tiene actividad fundamentalmente nocturna; durante el día se oculta bajo objetos humanos, corteza de árboles, troncos, piedras o en cuevas.
Dieta
Se alimenta de artrópodos. No los captura por medio de redes sino acechándolos o persiguiéndolos hasta poder lanzarse sobre ellos y clavar sus afilados quelíceros. Preda sobre grillos, polillas, cucarachas (o baratas) y otras arañas, incluso ejemplares de su misma especie.
Reproducción
La cópula puede durar entre una y dos horas, y ocurre en el otoño. En ella el macho salta sobre su compañera, para adoptar una posición que es inversa a la de ella, para de ese modo facilitar el escape luego del acto, evitando así pasar a ser alimento de la hembra. Esta coloca los huevos en una ooteca con forma esférica, la cual en vez de dejar oculta en algún refugio es arrastrada por ella mediante unos hilos. Cuando nacen los pequeños estos trepan sobre su madre, dispersándose solo en la segunda muda.

## Peligrosidad
Esta araña es poco peligrosa para los seres humanos. Intenta siempre huir, mordiendo solo cuando es atrapada o apretada. Por ejemplo, se han producido numerosos casos por realizar trabajos de jardinería sin guantes o introducir el pie en un zapato donde un ejemplar se había refugiado. De diciembre a marzo es mucho más irritable y agresiva, adoptando posturas desafiantes y separando los quelíceros.
Cuenta con glándulas venenosas que producen sustancias activas como la serotonina, la histamina, hialuronidasa y proteasas, las que son tóxicas a nivel celular. Cuando sus fuertes y gruesos quelíceros logran penetrar la piel humana e inocular el veneno, dejan una herida claramente visible en el afectado, el cual siente un punzante e intenso dolor en el área mordida (la que toma una tonalidad rojiza), el cual se mantiene por 20 minutos, momento en el cual comienza lentamente a disminuir, desapareciendo por completo al cabo de 24 horas. El veneno de Lycosa poliostoma es menos potente que el de su pariente con la cual comparte una buena parte de su distribución: L. erythrognatha.